# Busuiocul dracului
Busuiocul dracului (Galinsoga parviflora) este o plantă erbacee din familia Asteraceae. Planta a fost adusă din Peru de Kew Gardens în 1796 ca plantă ornamentală. Face parte din categoria plantelor helio-sciofile (care se dezvoltă foarte bine și în biotipurile însorite și în cele umbrite).

## Descriere

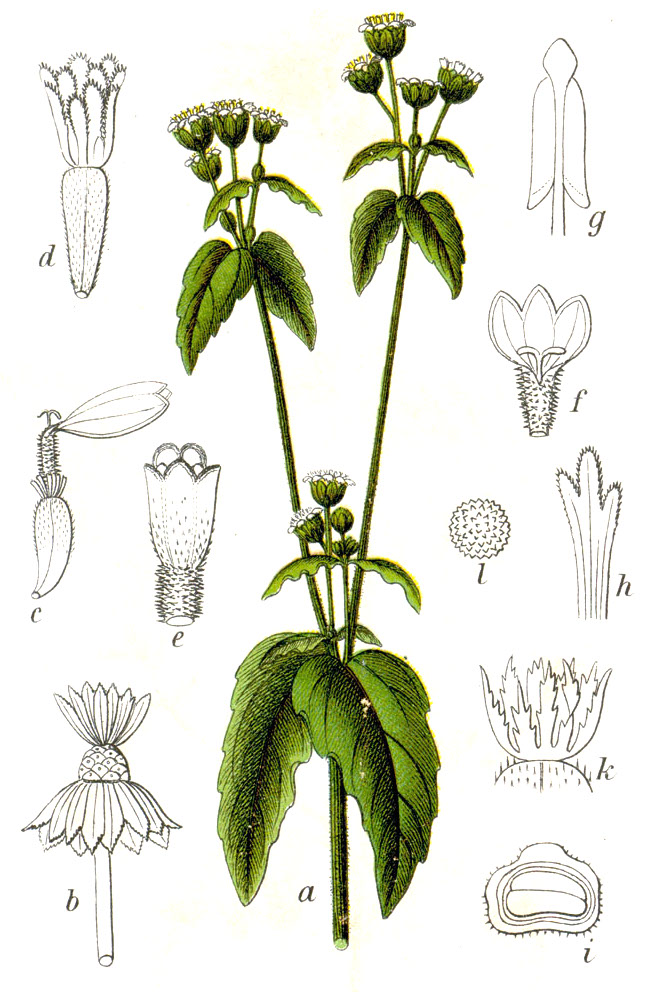
Morfologia

## Sinonime
- Galinsoga parviflora var. semicalva Gray
- Galinsoga semicalva (Gray) H.St.John & White
- Galinsoga semicalva var. percalva Blake[1]